# Parasmittina tropica
Parasmittina tropica är en mossdjursart som först beskrevs av Campbell Easter Waters 1909.  Parasmittina tropica ingår i släktet Parasmittina och familjen Smittinidae. Inga underarter finns listade i Catalogue of Life.